# مخمور (مدينة)
مخمور (بالكردية: مەخموور، Mexmûr) مدينة عراقية ومركز قضاء في محافظة نينوى شمال العراق. تقع مدينة مخمور بين قضاء الحويجة والشرقاط والموصل وتبعد عن مركز محافظة نينوى وعن مدينة الموصل بنحو 105 كيلومترا.
تعتبر منطقة مخمور الزراعية وتنتج الشعير والقمح. يعمل أكثر الناس في الزراعة والثروة الحيوانية. سكان مخمور هم من العرب إضافة إلى اقليات من الكرد و  تركمانية، وتطالب حكومة كردستان بضمها لإقليم كردستان.
تشتهر مخمور بإنتاج النفط والكمأة.